# Centrocercus minimus
Centrocercus minimus е вид птица от семейство Phasianidae. Видът е застрашен от изчезване.

## Разпространение
Видът е разпространен в САЩ.